# Strompfeiler im Rhein bei Mumpf

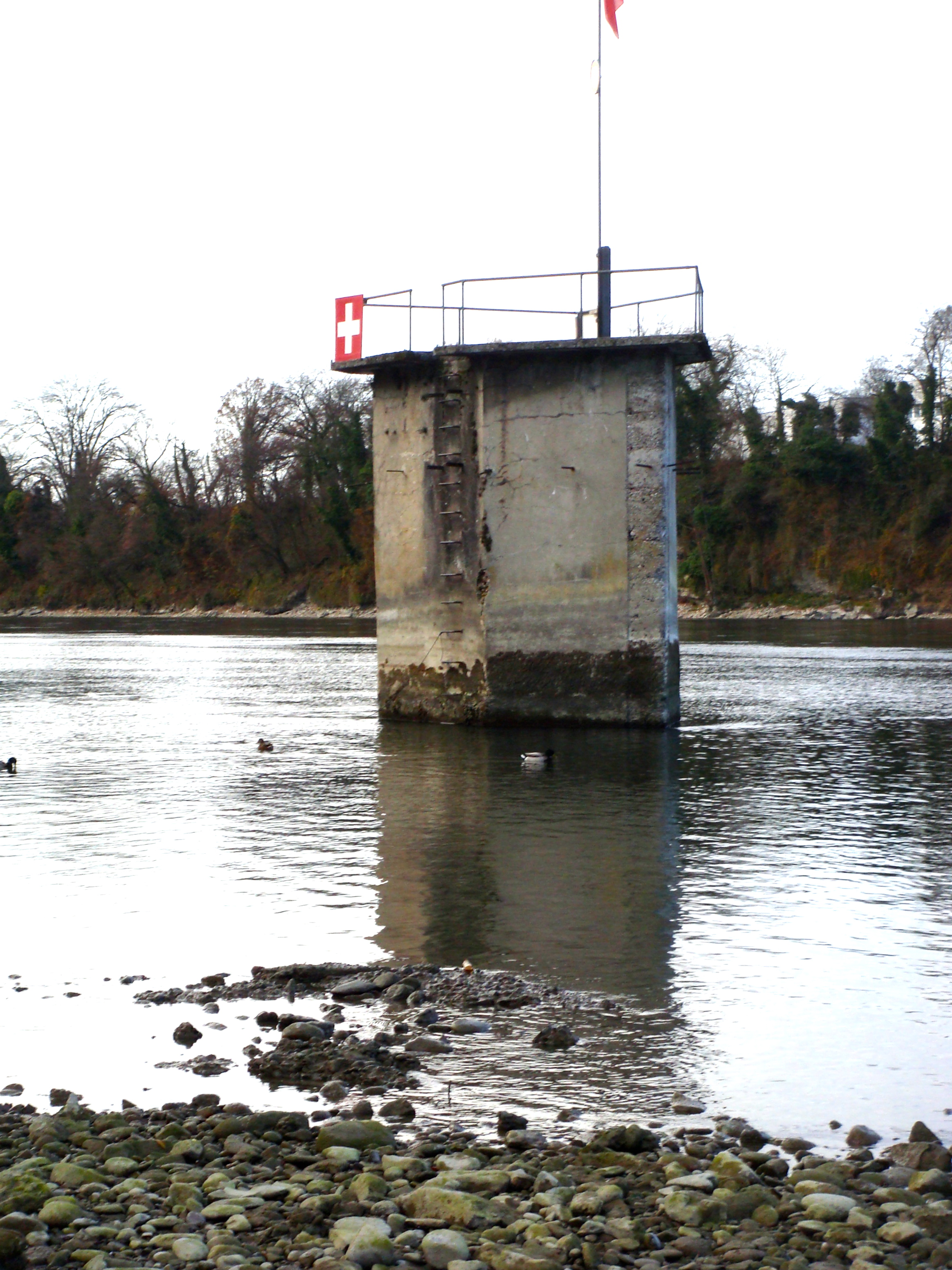
Mumpfer Sprungturm im Rhein (Aufnahme 2015 bei niederem Wasserstand)

Der Strompfeiler im Rhein bei Mumpf (lokal auch Mumpfer Sprungturm im Rhein oder Türmli) ist ein Monument aus der Pionierzeit der allgemeinen Elektrifizierung. Es steht vor dem östlichen Dorfeingang des Ortes Mumpf im Abschnitt Hochrhein des Rheins. Auf ihm befand sich ursprünglich ein Gittermast in einer zum gegenüberliegenden Säckingen  führenden Hochspannungsleitung (erstellt im Jahr 1901).

## Geschichte
1898 ging in Rheinfelden das damals grösste europäische Wasserkraftwerk in Betrieb. Im gleichen Jahr wurde das Dorf Mumpf elektrifiziert. Auch die Stadt Säckingen bewarb sich um elektrischen Strom aus Rheinfelden.
Die Kraftübertragungswerke Rheinfelden entschieden, die Stromleitung von Mumpf über den Rhein nach Säckingen zu erstellen. Da die damalige Spannweite zwischen zwei Masten höchstens 200 Meter betragen durfte, entschieden sich die Kraftwerke für den Bau eines Fundamentes für einen Gittermasten im Rheingrund, etwa zwanzig Meter vom Ufer entfernt. Es wurde am 4. April 1901 im Gebiet Ob Dorf in Mumpf betoniert. Das Fundament für den nächsten Mast wurde im Herbst des gleichen Jahres am gegenüberliegenden Rheinufer in Säckingen erstellt. Auf ihm steht heute eine Fischerhütte (vom Rhein her gesehen in der linken hinteren Ecke).
Am 19. November 1901 war die Starkstromleitung über den Rhein für die Stadt Säckingen und ihre Industrie betriebsbereit. In der Schrift Der Zoologische Garten, Band 44, wurde im Jahr 1903 vermeldet, dass die Hochspannungsleitung im Jahr 1902 einen Mumpfer Jungstorch getötet hatte.
Der Strombezug für Säckingen erhielt mit dem Bau des Kraftwerks Laufenburg 1914 einen anderen Lieferanten. Die Masten wurden daher abgebaut, die Fundamente blieben aber erhalten. Im Anfang der 1930er Jahre errichteten  Strandbad Mumpf dient das im Fluss befindliche Fundament als Sprungturm.

## Galerie

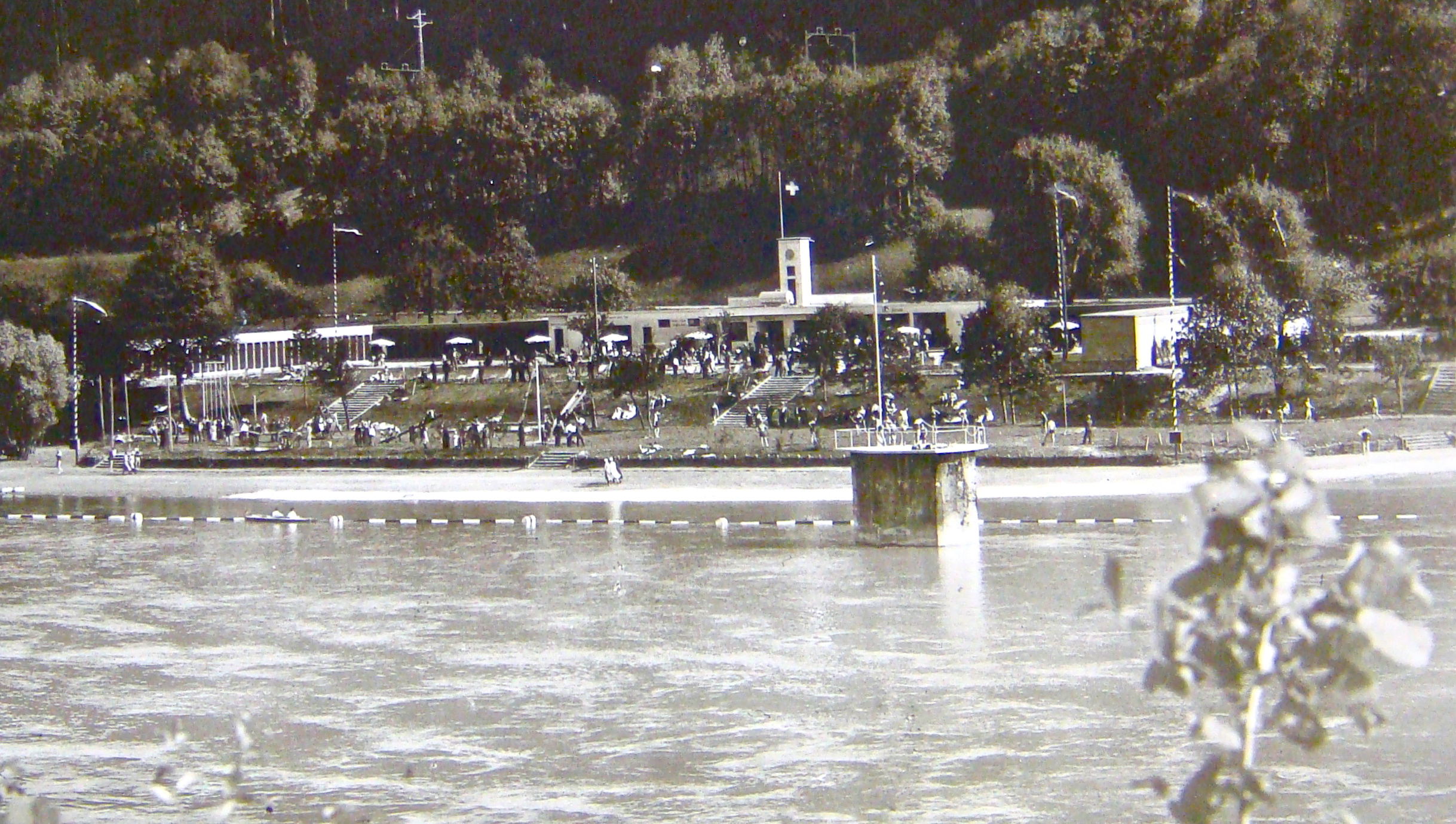
Der Pfeiler als Sprungturm im Strandbad Mumpf Gesamtaufnahme 1933
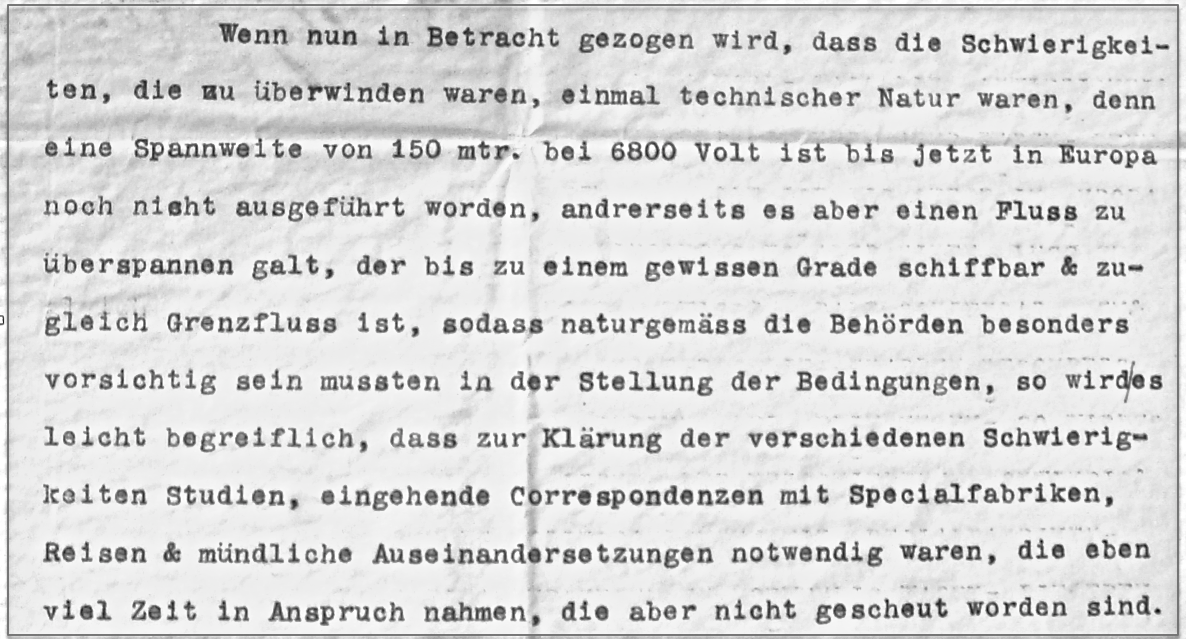
Mumpfer Sprungturm im Rhein – Ausschnitt aus dem Brief der Kraftübertragungswerke Rheinfelden 11. Oktober 1901 an Bürgermeister Wanner von Säckingen.
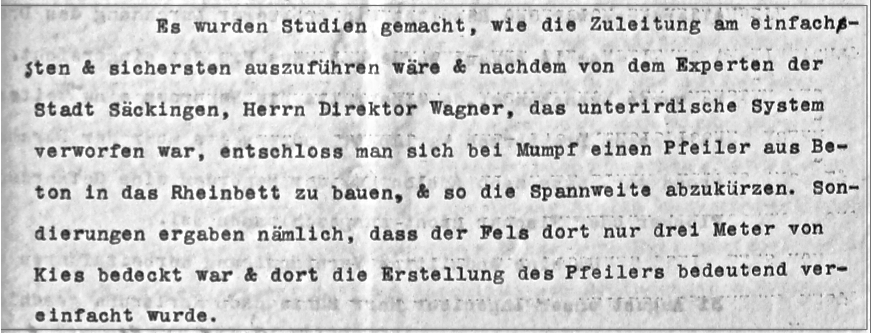
Fortsetzung des Briefes an Bürgermeister Wanner.
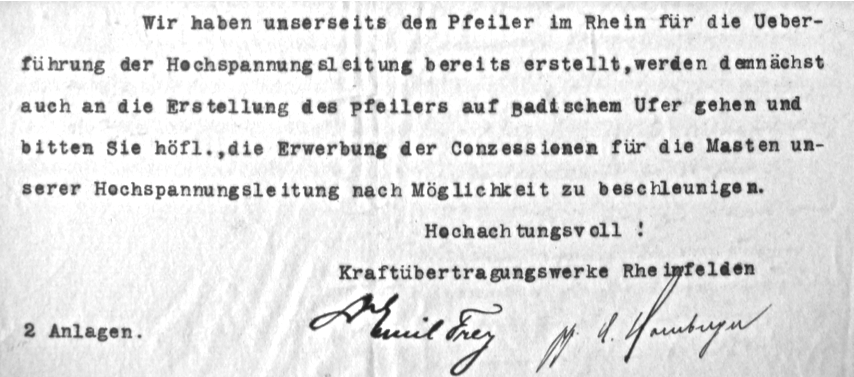
Fortsetzung des Briefes an Bürgermeister Wanner.
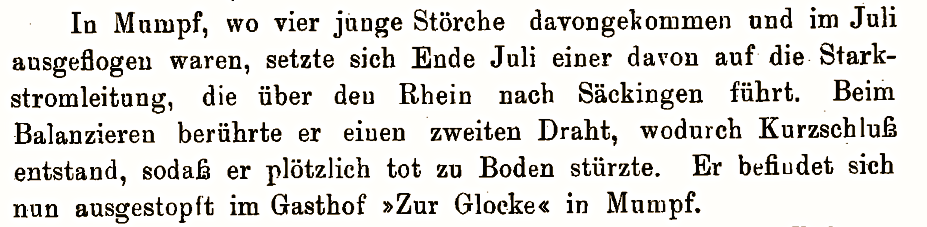
Mumpfer Sprungturm im Rhein – Bericht aus "Der Zoologische Garten" Band 44, 1903.
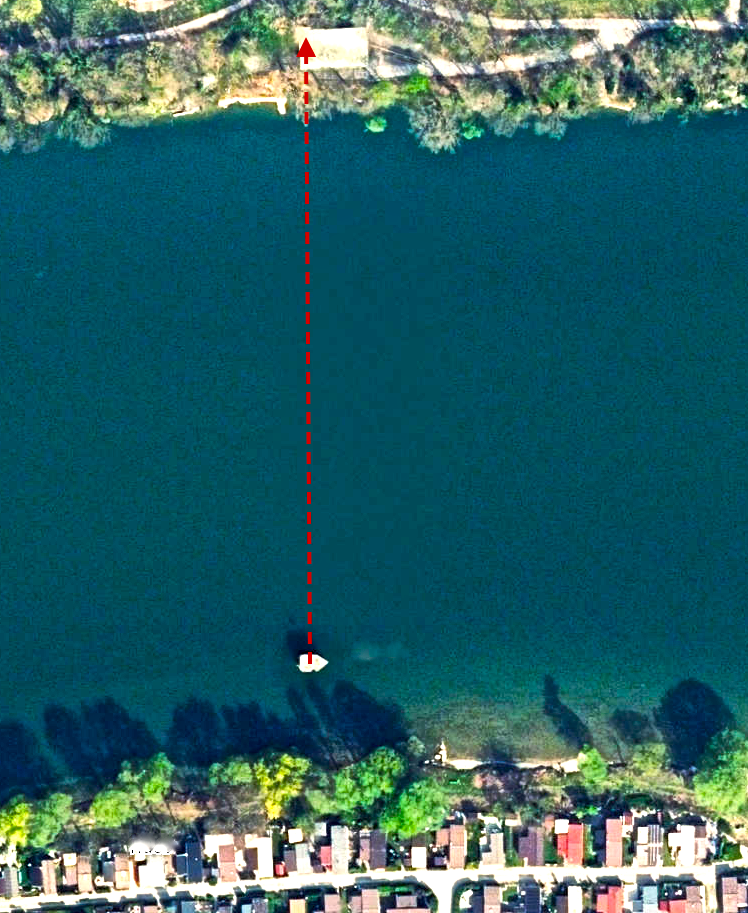
Leitungsverlauf 1901 vom Fundament im Rhein zum Pfeiler bei der heutigen Fischerhütte Bad Säckingen.

## Nachweise
1. 1 2   Dokumente zur Stromleitung von 1901 im Stadtarchiv von Bad Säckingen.
2. ↑   Bei größeren Spannweiten bestand die Gefahr eines Drahtbruches. Über dem Rhein wäre eine größere Spannweite, die die Sicherheit der Fischer, Flösser und Schiffsleute auf dem Rhein beeinträchtigt hätte, erforderlich gewesen.
3. ↑  Der Zoologische Garten, Zeitschrift für die gesamte Tiergärtnerei, Zoologische Gesellschaft 1903, Band 44, Seite 384.

Koordinaten: 47° 32′ 47,5″ N, 7° 55′ 42,2″ O; CH1903: 636870 / 266317